# Orthosia cassythoides
Orthosia cassythoides är en oleanderväxtart som först beskrevs av Karl Suessenguth, och fick sitt nu gällande namn av Liede och Meve. Orthosia cassythoides ingår i släktet Orthosia och familjen oleanderväxter. Inga underarter finns listade i Catalogue of Life.